# Elektroniczna muzyka taneczna
Elektroniczna muzyka taneczna (potocznie muzyka klubowa, dance, ang. electronic dance music, w skrócie EDM) – zbiór gatunków muzycznych wywodzących się z muzyki disco lat 70. i z klasycznej muzyki elektronicznej tworzonych za pomocą elektronicznych instrumentów muzycznych takich jak: automaty perkusyjne, syntezator. Elektroniczna muzyka taneczna jest tworzona z przeznaczeniem do odtwarzania przez DJ-ów głównie w klubach nocnych oraz na festiwalach muzycznych i imprezach rave .

## Historia

### Lata 70. XX wieku
Początki elektronicznej muzyki tanecznej w jakiejkolwiek formie i brzmienia instrumentów elektronicznych w muzyce tanecznej przypadają na lata 70. XX wieku. Wczesnymi przykładami są utwory muzyki disco z tego okresu takich producentów jak Giorgio Moroder, w tym utwór „I Feel Love” Donny Summer z 1977 roku, który wywarł wpływ na kształtowanie się gatunków muzyki elektronicznej takich jak house i jest uznawany za pierwszy utwór muzyki techno, a także twórczość wykonawców muzyki elektronicznej, w tym muzyki synth pop i rocka elektronicznego takich jak niemiecka grupa Kraftwerk i japoński zespół Yellow Magic Orchestra, którzy odegrali kluczową rolę w kształtowaniu się brzemienia elektronicznej muzyki tanecznej. Europejska scena disco kontynuowała ewoluuje w obrębie głównego nurtu sceny muzyki pop. Na europejskiej scenie muzyki disco działały zespoły i twórcy m.in. Silver Convention, Love and Kisses, Munich Machine, a także amerykańscy twórcy Donna Summer i Village People, którzy stworzyli brzmienie stylu zdefiniowanego pod koniec lat 70. XX wieku jako euro disco, w którym zastosowano w linii basowej syntezator Mooga. Inni producenci muzyki disco, w tym najbardziej znany amerykański producent Tom Moulton, przejął myśl techniczną od twórców muzyki dub, który przybył do USA wraz ze wzrostem migracji z Jamajki do Nowego Jorku w tej dekadzie i wykorzystany został jako alternatywa do dominującego stylu tzw. four-to-the-floor.

### Lata 80. XX wieku
Właściwym jednak momentem powstania elektronicznej muzyki tanecznej są lata 80. XX wieku, a miejscem Stany Zjednoczone Ameryki. W tej dekadzie gwałtownie spadła popularność muzyki disco w Stanach Zjednoczonych Ameryki, a z jej promowania zrezygnowały największe amerykańskie wytwórnie muzyczne i producenci muzyczni. W Chicago DJ Frankie Knuckles będący rezydentem afro-amerykańskiego klubu Warehouse zaczął zmieniać brzmienia utworów disco i funk m.in. poprzez dodawanie i wycinanie określonych ich fragmentów i dodawanie brzmienia automatu perkusyjnego, co dało podstawę do powstania muzyki house. Na powstanie gatunku house wpływ wywarły też popularne w tej dekadzie podgatunki muzyki disco – euro disco i italo disco, a także muzyka synth pop i electro, w których stosowano brzmienia instrumentów elektronicznych m.in. syntezatora. W Detroit Juan Atkins, który w 1981 roku rozpoczął współpracę z Rikiem Davisem jako zespół Cybotron oraz Derrick May i Kevin Saunderson pod wpływem m.in. muzyki house, disco, funk, electro i działalności niemieckiej grupy Kraftwerk wykonującej muzykę synth pop i rocka elektronicznego doprowadzili do powstania muzyki techno, natomiast w Europie w latach 80. XX wieku z połączenia muzyki house, głównie z muzyką disco i Hi-NRG powstała muzyka eurodance.

### Lata 90. XX wieku
Gwałtowny rozwój elektronicznej muzyki tanecznej na przełomie lat 80. i 90. XX wieku czyni ją głównym nurtem muzyki elektronicznej. Z początkiem lat 90. czysto elektroniczna muzyka taneczna, zwłaszcza w Europie i Japonii, staje się częścią mainstreamowej sceny muzycznej. Wiele z bardziej tradycyjnych odłamów muzyki elektronicznej (ambient, dub) zostaje wchłoniętych w obręb tego nurtu. Na lata 90. XX wieku przypada największa popularność muzyki eurodance, początki popularności muzyki house oraz największa popularność muzyki techno, szczególnie na początku tej dekady. W Anglii powstają nowe style elektronicznej muzyki tanecznej pod wpływem działalności brytyjskich producentów muzycznych, którzy muzykę house i techno połączyli z muzyką hip-hop oraz wywodzącymi się z Jamajki gatunkami muzycznymi dancehall, dub i reggae. Wśród gatunków elektronicznej muzyki tanecznej, które powstały były: drum and bass (początkowo nazywany jako jungle), breakbeat, big beat oraz pod koniec dekady muzyka dubstep. Drugim krajem ważnym dla rozwoju elektronicznej muzyki tanecznej są Niemcy, w szczególności Berlin. W tym mieście po upadku komunizmu we wschodniej części Niemiec (NRD) i zburzeniu muru berlińskiego w 1989 roku szybko dużą popularność zyskały gatunki muzyczne house i techno, silnie naznaczone działalnością niemieckiej synth-popowej grupy muzycznej Kraftwerk. Zjednoczone miasto, które było pełne opuszczonych budynków stało się miejscem dla powstawania klubów nocnych, wśród nich klubu Tresor, który znajdował się pod ziemią w dawnym skarbcu bankowym. W latach 90. XX wieku i na początku XXI wieku Berlin stał się dobrym miejscem dla producentów muzyki techno oraz didżejów i fanów tego gatunku z całego świata, których przyciągnęły niskie czynsze i łatwe do uzyskania wizy dla artystów. W Niemczech, głównie we Frankfurcie powstała na początku tej dekady w 1992 roku muzyka trance. Pod wpływem niemieckiej stylistyki elektronicznej muzyki tanecznej i muzyki techno w Holandii w latach 90. XX wieku powstały gatunki hardcore i gabber, a później muzyka hardstyle. Początek lat 90. XX wieku to także początki działalności polskich twórców elektronicznej muzyki tanecznej, głównie w undergroundzie muzycznym. Miejscem działalności polskich twórców elektronicznej muzyki tanecznej (muzyki klubowej) był warszawski klub nocny Filtry. Największe sukcesy odnieśli pod koniec tej dekady polscy twórcy sceny minimal techno: Jacek Sienkiewicz i Marcin Czubala, którzy zaczęli prezentować swoje nagrania za granicą w krajach zachodnich. Na połowę tej dekady przypadają też początki i duża popularność polskiej muzyki dance oraz eurodance nazywanej muzyką power dance i zawierającej elementy muzyki techno. Przedstawiciele polskiej muzyki dance z tego czasu to m.in. Stachursky, United, Thomas, D-Bomb i Zero.

### XXI wiek
Elektroniczna muzyka taneczna w pierwszej dekadzie XXI wieku, a szczególnie w drugiej połowie dekady szybko zaczęła zyskiwać coraz większą popularność w Stanach Zjednoczonych Ameryki będących miejscem początków tego nurtu muzycznego i w Europie. Pod koniec 2011 magazyn „Music Trades” opisywał elektroniczną muzykę taneczną jako najszybciej rozwijający się gatunek muzyczny na świecie. Elementy elektronicznej muzyki tanecznej i ogólnie muzyki elektronicznej również stały się coraz bardziej widoczne w muzyce pop. Coraz bardziej powszechne zaczęło być stosowanie technik produkcji utworów elektronicznej muzyki tanecznej w gatunkach muzycznych pop i hip-hop czego przykładem jest piosenka „I Gotta Feeling” zespołu The Black Eyed Peas, która jest dziełem francuskiego producenta muzyki house Davida Guetty i została nazwana przez media „wielkim sukcesem 2009 roku”. Nurt EDM stał się też coraz częściej odtwarzaną muzyką do tańca na stadionach sportowych, co spowodowało wzrost popularności takich gatunków muzyki klubowej jak m.in. dubstep na początku drugiej dekady XXI wieku, progressive house, electro house i dutch house. Jedną z przyczyn wzrostu popularności był szybki rozwój Internetu, co spowodowało, że łatwiej można uzyskać dostęp do muzyki poza głównym nurtem muzycznym. Radio i telewizja również przyczyniły się do akceptacji elektronicznej muzyki tanecznej w głównym nurcie muzycznym. Wraz z rozwojem elektronicznej muzyki tanecznej nastąpił wzrost znaczenia pozycji DJ-a, który zyskał rangę niemal samodzielnego twórcy.

## Elektroniczna muzyka taneczna a muzyka techno
Całość elektronicznej muzyki tanecznej bywa powszechnie mylnie określana jako techno, które wywarło wpływ na powstanie niektórych gatunków elektronicznej muzyki tanecznej m.in. trance, hardcore, eurodance oraz dubstep i jest jednym z jej podgatunków będąc jednocześnie gatunkiem muzyki rozrywkowej i ogólnie nurtem muzyki elektronicznej.

## Nurty
Istnieje wiele sporów odnośnie do kategoryzacji podgatunków elektronicznej muzyki tanecznej, jednak główne nurty to:
- 2-step garage[42],
- breakbeat[39],
- dance[8][43]:
  - eurodance[22],
- drum and bass[2],
- dubstep[2][39],
- nu-electro[39][43],
- hard dance:
  - hardcore[2],
  - hardstyle[44],

- house[2][39][43]:
  - electro house[2][45][46],
  - big room house[2],
- moombahton[47],
- techno[2][39],
- trance[2][48],
- Hi-NRG[49][50].